# Ета-варіант SARS-CoV-2
Ета-варіант – це штам SARS-CoV-2, вірусу, що викликає COVID-19 . Ета-варіант або рід B.1.525, також званий VUI -21FEB-03 (раніше VUI-202102/03) Міністерством охорони здоров'я Англії (PHE) і раніше відомий як UK1188, 21D або 20A/S:484K, не несе тієї ж мутації N501Y як у варіантах альфа, бета і гамма, але несе ту ж мутацію E484K, що і у варіантах гамма, зета і бета, а також несе ту ж делецію ΔH69/ΔV70 (делеція амінокислот гістидину та валіну в положеннях 69 та 70), як у альфа, варіанті N439K (B.1.141 та B.1.258) та варіанті Y453F (Cluster 5).
Ета-варіант відрізняється від усіх інших варіантів наявністю як мутації E484K, так і нової мутації F888L (заміна фенілаланіну (F) лейцином (L) у домені S2 спайкового білка). Станом на 5 березня 2021 року його було виявлено в 23 країнах. Про це також повідомляють у Майотті, заморському департаменті/регіоні Франції. Перші випадки захворювання були виявлені в грудні 2020 року у Сполученому Королівстві та Нігерії, а станом на 15 лютого це спостерігалося з найвищою частотою серед зразків в останній країні. Станом на 24 лютого 2021 у Сполученому Королівстві було виявлено 56 випадків. У Данії, яка відстежує всі свої випадки COVID-19, з 14 січня по 21 лютого виявлено 113 випадків цього варіанту, з яких сім були безпосередньо пов’язані з закордонними поїздками до Нігерії.
Британські експерти вивчають це, щоб зрозуміти, наскільки він може бути небезпечним. Наразі він розглядається як «варіант, що перебуває під слідством», але до подальшого вивчення він може стати «варіантом, що викликає занепокоєння». Професор Раві Гупта з Кембриджського університету у розмові з BBC сказав, що рід B.1.525, схоже, має «значні мутації», які вже спостерігалися в деяких інших нових варіантах, що частково заспокоює, оскільки їх ймовірний ефект до певної міри більш передбачуваний.

Відповідно до спрощеної схеми найменування, запропонованої Всесвітньою організацією охорони здоров’я, рід B.1.525 був позначений як ета-варіант.

Амінокислотні мутації варіанту SARS-CoV-2 Eta нанесені на карту геному SARS-CoV-2 з акцентом на спайку.

## Статистика
| Country                           | Confirmed cases (GISAID) as of 27 August 2021 | Last Reported Case         |
| --------------------------------- | --------------------------------------------- | -------------------------- |
| Canada                            | 1,403                                         |                            |
| USA                               | 1,184                                         | 11 June 2021               |
| Шаблон:Дані країни Germany        | 738                                           | 23 June 2021               |
| France                            | 686                                           | 08 June 2021               |
| Шаблон:Дані країни Denmark        | 613                                           | 24 May 2021                |
| Шаблон:Дані країни United Kingdom | 517                                           | 31 May 2021                |
| Шаблон:Дані країни Italy          | 397                                           | 22 June 2021               |
| Nigeria                           | 255                                           | 21 May 2021                |
| Шаблон:Дані країни India          | 221                                           | 31 May 2021                |
| Spain                             | 174                                           | 18 June 2021               |
| Norway                            | 81                                            | 09 May 2021                |
| Шаблон:Дані країни Belgium        | 74                                            | 22 June 2021               |
| Шаблон:Дані країни Ireland        | 71                                            | 29 May 2021                |
| Шаблон:Дані країни Switzerland    | 55                                            | 13 June 2021               |
| Шаблон:Дані країни Netherlands    | 54                                            | 31 May 2021                |
| Шаблон:Дані країни Luxembourg     | 52                                            | 20 May 2021                |
| Шаблон:Дані країни Slovenia       | 52                                            | 08 April 2021              |
| Шаблон:Дані країни Turkey         | 47                                            | 31 March 2021              |
| Шаблон:Дані країни Ghana          | 38                                            | 04 April 2021              |
| Шаблон:Дані країни Uganda         | 37                                            | 12 May 2021                |
| Шаблон:Дані країни South Sudan    | 36                                            | 03 April 2021              |
| Шаблон:Дані країни Finland        | 25                                            | 09 April 2021              |
| Шаблон:Дані країни Togo           | 25                                            | 25 February 2021           |
| Шаблон:Дані країни Portugal       | 24                                            | 11 June 2021               |
| Шаблон:Дані країни Bangladesh     | 18                                            | 15 June 2021               |
| Шаблон:Дані країни Austria        | 17                                            | 30 April 2021              |
| Шаблон:Дані країни Israel         | 17                                            | 18 May 2021                |
| Japan                             | 17                                            | 02 June 2021               |
| Australia                         | 15                                            | 31 May 2021                |
| Шаблон:Дані країни Kenya          | 13                                            | 30 April 2021              |
| Шаблон:Дані країни Malta          | 13                                            | 21 June 2021               |
| South Africa                      | 13                                            | 26 May 2021                |
| Шаблон:Дані країни Cote d'Ivoire  | 10                                            | 25 February 2021           |
| Шаблон:Дані країни Poland         | 10                                            | 14 March 2021              |
| Шаблон:Дані країни Singapore      | 10                                            | 27 April 2021              |
| Шаблон:Дані країни Sweden         | 8                                             | 14 April 2021              |
| Шаблон:Дані країни Angola         | 7                                             | 16 April 2021              |
| Шаблон:Дані країни Cameroon       | 7                                             | 02 March 2021              |
| Шаблон:Дані країни Niger          | 6                                             | 01 April 2021              |
| Шаблон:Дані країни Philippines    | 6                                             | 24 March 2021              |
| Шаблон:Дані країни Guinea         | 5                                             |                            |
| Шаблон:Дані країни Indonesia      | 5                                             | 05 May 2021                |
| Шаблон:Дані країни Kuwait         | 5                                             | 05 June 2021               |
| Шаблон:Дані країни Rwanda         | 5                                             | 28 January 2021            |
| Шаблон:Дані країни Costa Rica     | 4                                             | 28 March 2021              |
| Шаблон:Дані країни Reunion        | 4                                             | 25 May 2021                |
| Шаблон:Дані країни Malaysia       | 3                                             | 27 March 2021              |
| Шаблон:Дані країни Mali           | 3                                             | 04 April 2021              |
| Шаблон:Дані країни Greece         | 2                                             | 09 April 2021              |
| Шаблон:Дані країни Guadeloupe     | 2                                             | 11 March 2021              |
| Шаблон:Дані країни Jordan         | 2                                             | 07 January 2021            |
| Шаблон:Дані країни Mayotte        | 2                                             | 29 March 2021              |
| Шаблон:Дані країни Qatar          | 2                                             | 15 April 2021              |
| Russia                            | 2                                             | 11 May 2021                |
| Шаблон:Дані країни South Korea    | 2                                             | 26 February 2021           |
| Шаблон:Дані країни Thailand       | 2                                             | 01 March 2021              |
| Шаблон:Дані країни Argentina      | 1                                             | 04 May 2021                |
| Шаблон:Дані країни Belarus        | 1                                             | 22 March 2021              |
| Шаблон:Дані країни Brazil         | 1                                             | 15 February 2021           |
| Шаблон:Дані країни Estonia        | 1                                             | 29 March 2021              |
| Шаблон:Дані країни Gabon          | 1                                             | 30 March 2021              |
| Шаблон:Дані країни Gambia         | 1                                             |                            |
| Шаблон:Дані країни Latvia         | 1                                             | 26 April 2021              |
| Шаблон:Дані країни Morocco        | 1                                             | 02 March 2021              |
| Шаблон:Дані країни Senegal        | 1                                             | 11 May 2021                |
| Шаблон:Дані країни Sri Lanka      | 1                                             | 28 April 2021              |
| Шаблон:Дані країни Tunisia        | 1                                             | 05 March 2021              |
| Шаблон:Дані країни Armenia        | 3                                             | 5 August 2021              |
| Шаблон:Дані країни Bhutan         | 1                                             |                            |
| Gibraltar                         | 2                                             |                            |
| Шаблон:Дані країни Kyrgyzstan     | 16                                            | 17 June 2021               |
| World (71 countries)              | Total: 7,129                                  | Total as of 27 August 2021 |